# Вагатова Марія Кузьмівна
Марія Кузьмівна Вагатова (також Марія Кузьмівна Волдіна, рос. Мария Кузьминична Волдина; народилася 28 грудня 1936 року, поблизу Юїльська, Березовський район, Ханти-Мансійський автономний округ) — перша хантийська поетеса, почесна громадянка Югри, лавреат Літературної премії УрФО, Всеросійської літературної премії імені Д. Н. Маміна-Сібіряка, міжнародної премії імені Катрена та «Югра».

## Життєпис
Народилася 28 грудня 1936 року на річці Курйох, поблизу Юїльська Березовського району (тепер у складі Білоярського району Ханти-Мансійського автономного округу) в родині оленярів.
1955 року скінчила Ханти-Мансійське національне педагогічне училище, а згодом, у 1971 році, й педагогічний факультет Ленінградського педагогічного інституту ім. Герцена.
Викладацьку діяльність розпочала вчителькою початкових класів у Казимській восьмирічній школі, а з 1955 по 1968 рік була завідувачкою Казимського інтернату в Березовському районі (нині Білоярському). Працювала в Ханти-Мансійському педагогічному училищі у 1968-1971 роках. Починаючи з 1971, працювала літературним робітником редакції окружної газети «Ленинская правда» (за рекомендацією Ханти-Мансійського окружного комітету КПРС), вслід за чим стала заступником редактора з національного випуску. У 1974-1991 роках редактор окружної газети «Ленин пант хуват» (укр. Ленінським шляхом) на мовах народів ханти та мансі. З 1991 року головний редактор окружної редакції національних часописів «Ханты Ясанг» (на хантийській мові) та «Луима сэрипос» (на мансійській мові).

## Науковий внесок та творчій доробок
Перша журналістка та редактора хантийського походження, перша поетеса-ханти. За її власної ініціативи та безпосередньої участі 1975 року побачила світ перша платівка хантийских пісень. Також разом з артистами театру «Теремок» нею вперше був поставлений ляльковий спектакль за мотивами хантийських казок.
Марія Вагатова 1986 року заснувала перший сімейний фольклорно-етнографічний народний ансамбль «Ешак най», котрий 2004 року став лавреатом Всеросійського II Сибірського фестивалю-конкурсу світової музики «Саянское кольцо».
Твори Волдіної можна побачити у підручниках з хантийської мови. Вона є одним з авторів підручника з хантийської мови для педагогічних училищ. Авторські пісні і танці М. К. Волдіної виконуються у школах та дитячих садочках. Також вони увійшли до репертуарів аматорських художніх колективів.
Брала участь у різних міжнародних фінно-угорських форумах у Сиктивкарі, Кудимкарі, Дебрецені (Угорщина), Будапешті (Угорщина), Еспоо (Фінляндія), Ювяскюля (Фінляндія), Таллінні (Естонія). Була також учасницею шести міжнародних фінно-угорських фестивалів, п'яти всесвітніх форумів: у Норвегії, Німеччині, Японії, Москві та у Ханти-Мансійську під час 39-тої Всесвітньої шахової олімпіади.

## Родина
Чоловік Волдін Володимир Семенович — хантийський поет